# Чикагский симфонический оркестр
Чикагский симфонический оркестр (англ. Chicago Symphony Orchestra) — американский симфонический оркестр, базирующийся в Чикаго, штат Иллинойс. Оркестр был основан в 1891 году. По сложившейся в американской музыкальной критике традиции, Чикагский симфонический оркестр включают в состав так называемой «Большой пятёрки» ведущих симфонических оркестров страны. Около 60 раз записи Чикагского оркестра получали музыкальную премию «Грэмми». Среди дирижёров и солистов, выступавших с оркестром, были Сергей Рахманинов, Морис Равель, Рихард Штраус, Сергей Прокофьев, Аарон Копленд, Арнольд Шёнберг, Леонард Бернстайн, Леопольд Стоковски, Юджин Орманди. В 2008 году Чикагский симфонический оркестр был назван лучшим оркестром США (и пятым в списке лучших оркестров мира) по версии музыкального журнала Gramophone. Гастролировал во всём мире, в том числе в России в 1990 и 2012 годах.

## Музыкальные руководители и главные дирижёры
| - Теодор Томас (1891—1905) - Фредерик Шток (1905—1942) - Дезире Дефо (1943—1947) - Артур Родзинский (1947—1948) - Рафаэль Кубелик (1950—1953) - Фриц Райнер (1953—1963) | - Жан Мартинон (1963—1968) - Ирвин Хоффман (1968—1969) - Георг Шолти (1969—1991) - Даниэль Баренбойм (1991—2006) - Бернард Хайтинк (2006—2010) - Рикардо Мути (с 2010) |